# Hygropoda sikkimus
Espèce
Synonymes
- Tinus sikkimus Tikader, 1970

Hygropoda sikkimus est une espèce d'araignées aranéomorphes de la famille des Pisauridae.

## Distribution
Cette espèce est endémique d'Inde. Elle se rencontre au Sikkim et aux îles Andaman.

## Description
Les femelles mesurent de 9 à 10 mm.

## Étymologie
Son nom d'espèce lui a été donné en référence au lieu de sa découverte, le Sikkim.

## Publication originale
- Tikader, 1970 : Spider fauna of Sikkim. Records of the Zoological Survey of India, vol. 64, p. 1-83.